# Теофан Исповедник
Теофан Исповедник (грч. Θεοφανής, лат. Theophanes Confessor, 758. или 760–817) је био византијски духовник, летописац и заштитник поштовања икона.
Православна црква слави га 12. марта по црквеном, а 25. марта по грегоријанском календару.

## Биографија
Прозват је Сигријан због места Сигрије, где је рођен. Био је сродник цара Лава Исавријанина и његовог сина Копронима. Имао је огромно богатство. Али све то изгуби своју вредност за Теофана онда када је искрено поверовао у Христа. Тада се он опирао својој женидби, али пошто је ипак био приморан оженио се. Успео је да усаветује своју невесту да живе целомудрено као брат и сестра. А чим су му помрели родитељи, жена му је отишла у један манастир, а он у други. Његов манастир је био у Сигријанским горама у Кизичкој области. Некад славан и богат Теофан је живео у манастиру као последњи убожјак. И сви су се дивили таквој промени код њега. Па пошто је постао чувен због своје силне вере, уздржљивости и мудрости, био је позван на VII васељенски сабор у Никеји, на коме се утврдило поштовање икона.
Хришћани верују да му је Бог због велике чистоте и целомудрености дао дар чудотворства, те је лечио све болести, нарочито манијаштво и лудило. За све болне и невољне он се молио Богу, и молитвом својом помагао им. Само кад се он разболео и боловао дуго, није хтео да се помоли Богу за своје оздрављење, него је трпео болест са благодарношћу. Када опет наста гоњење икона од стране цара Лава Јерменина, тада је свети Теофан доведен у Цариград и бачен у тамницу где је две године провео у муци и понижењу. Тада га је послао цар на заточење на острво Самотрак, а хришћани верују да је он то раније провидео духом својим и рекао тамничарима. Али кад је стигао на Самотрак, поживео је још само двадесет три дана и потом преминуо.

## Хронографија
Византијска хронографија у Теофановом делу, написаном у другој деценији IX века, доживљава свој врхунац у погледу квалитета и критичности. На подстицај Георгија Синкела одлучио је да настави његову недовршену хронику и писао од 810. до 814. дело Хроника (Χρονογραφία), у коме је обрадио време од 284. до 813. године. Дело је распоређено хронолошки према годинама од стварања света (александријска ера), али Теофан даје и хришћанске године, године владавина римских и византијских царева, персијских краљева, односно калифа итд.
Извори, које аутор не наводи, многобројни су. За V век највише се служио црквеним историјама Сократа Схоластика, Созоменa, Теодорета. Такође, користио је и световне ауторе Малалу, Прокопија, Агатију, Јована Ефеског, Теофилакта Симокату и Ускршњу хронику. Велики значај има део који обрађује VII и VIII век: сви оригинални извори за тај важан период византијске историје су изгубљени (на пример Μέγας χρονογράφος из VIII века, хроника Трајана Патрикија), тако да једине вести о њему имамо из Теофановог и Нићифоровог дела.
Теофаново дело је типична средњовековна хроника, без учености, чак без историјске објективности у посматрању (тако, на пример, аутор испољава отворену мржњу према свом савременику цару Нићифору I, која је свакако личне природе). Чак и кад говори као савременик, подаци другог извора су тачнији и садржајнији. Извесна резервисаност према Теофановом начину обраде материјала мора се протезати, дакле, и на онај део хронике у коме он преноси изгубљене савремене изворе, иако су му подаци које преноси из арапских извора врло тачни.
Писана популарно, народским језиком, Теофанова хроника имала је великог утицаја на каснију византијску хронографију. Запад се с њом рано упознао преко латинског превода папског библиотекара Анастасија (873—875), тако да су и у западну књижевност продрли поједини њени делови. Теофан је, такође, значајан извор за приказ историје Словена.

## Теофанов настављач
Теофанова хроника је касније настављена и допуњена. Непознати Теофанов настављач (до 961) мање је поуздан као историјски извор, а не ни много добар у чисто књижевном смислу, с обзиром на свој усиљени панегирички тон када говори о Македонској династији. Ипак је то једна од најчувенијих хроника чији настанак пада у други период иконоборства, а писац каже да је дело написао на молбу цара Константина VII Порфирогенита. Прве четири књиге стварно представљају хронолошки наставак Теофана Хомологета, чија је хроника допирала до 813. године, а затим долази 5. књига у којој је описан живот Василија I и коју је вероватно написао сам Константин VII. Следећа, 6. књига, дели се на два дела: први, од 886. до 948, који је преузет из неке друге хронике, те други, који обрађује владавину самог Константина VII и један део владе Романа II, до 961. године.
Списи ове хронике настали су у разна времена и од разних аутора. Ту има и елемената историјске критике, а често долази и до противречних информација о истом догађају и до супротних оцена неких личности, до чега је могло доћи управо због преузимања различитих извора. Теофанов настављач значајан је по томе што прекида са хаотичним приказом историје у временском низу, већ се историјски догађаји издвајају и добијају организацију. И овде се, наравно, све интерпретира божјом вољом, по традицији византијске историографије. Општа тенденција хронике је оцрнити Михаила III и узвисити Василија I, али се у 6. књизи однос према македонској династији мења.